# Русский ирредентизм

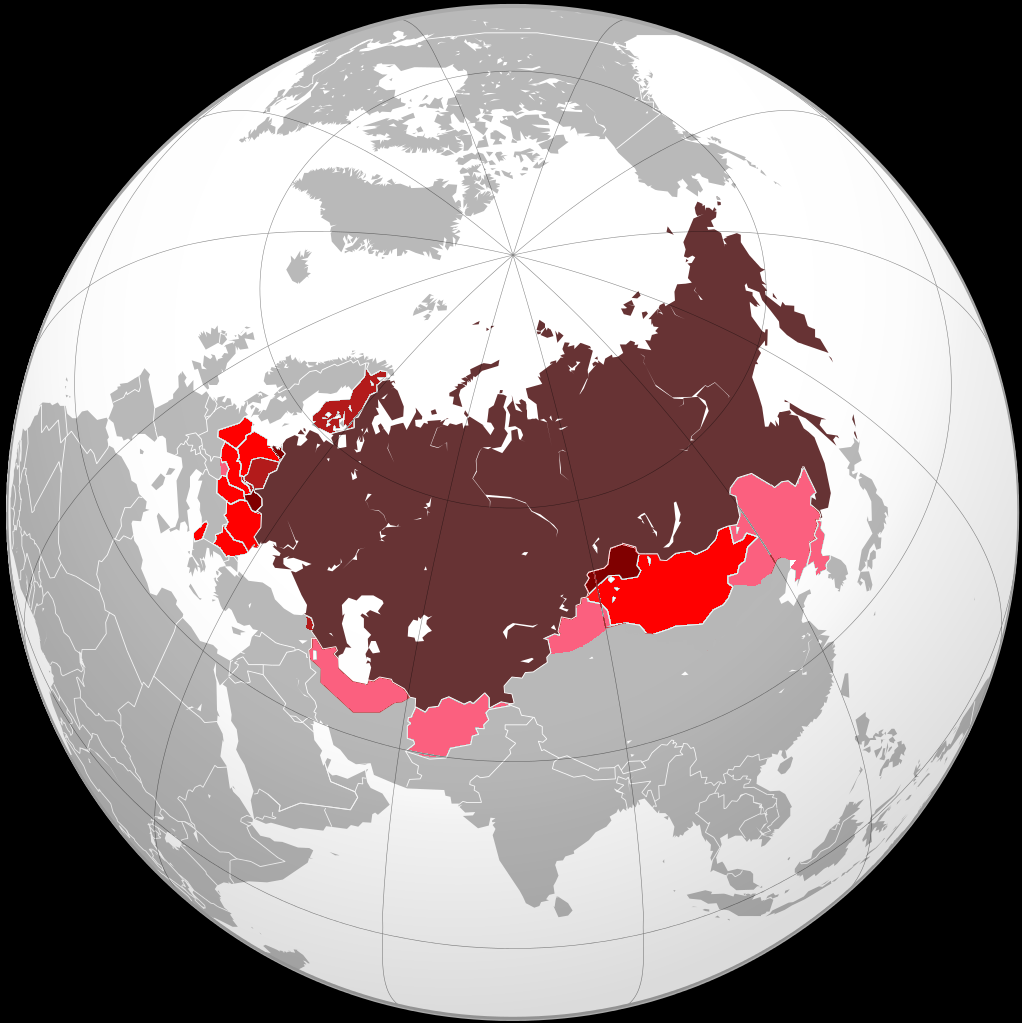
Территории, когда-либо находившиеся под властью или влиянием Российской империи или СССР (кроме Русской Америки):
Территория СССР в 1945 году
Территории СССР, не входившие в состав Российской империи: Тувинская АССР (Тыва), Калининградская область (Восточная Пруссия), Закарпатская область (Закарпатье) и Западная Украина
Территории Российской империи, признанные независимыми государствами: Великое княжество Финляндское (ныне Финляндия) и Царство Польское (ныне Польша)
Максимальная зона влияния СССР в ближнем зарубежье на 1955 год: ОВД, Монгольская Народная Республика и КНДР
Максимальная зона влияния Российской империи на 1867 год после продажи Аляски, в которой советское влияние не удалось восстановить: Северный Иран, Синьцзян и Маньчжурия (ныне КНР), Афганистан

Ру́сский ирреденти́зм, или иде́я Вели́кой Росси́и — стремление присоединить к России территории, относимые к русскому миру. К таким территориям ирредентизм может относить территории проживания этнических русских и русскоязычных либо все территории, на которые в прошлом распространялась власть России, или русская власть, то есть которые входили в состав Российской империи и/или Советского Союза. Конкретные аспекты ирредентизма могут сближать его с империализмом.

## История
Формирование территории Русского государства ознаменовалось её расширением в XV—XX веках, причём земли и территории всегда играли ключевую роль в развитии российского государства. Значительная часть русских земель была присоединена в эпоху Русского царства и Российской империи на востоке и юге — присоединение Сибири и Дальнего Востока, Кавказа и Средней Азии. Как правило, в этих случаях речи об ирредентизме не шло, за исключением Греческого проекта Екатерины II, направленного на поддержку борьбы греков против турецкого ига, и покорения Кавказа, в ходе которого русские цари предлагали покровительство местному христианскому населению (грузинам, армянам, осетинам) и защиту от преследований со стороны турок и насильственной исламизации. Корни русского ирредентизма уходят в освоение и завоевание новых земель, а также связаны с теорией официальной народности, существовавшей при Николае I. В период максимального расширения своей территории и зоны влияния Российская империя занимала одну шестую часть суши.
Одним из продолжений русского ирредентизма в XX веке считается[кем?] «Советская империя», несмотря на новую политическую идеологию. К этой «империи» относятся СССР как суверенное государство и государства, которые находились в зоне влияния СССР — входили в Организацию Варшавского договора либо состояли в Движении неприсоединения, но симпатизировали СССР. Распад СССР в 1991 году привёл к утрате Россией контроля над территориями 14 республик, признанных независимыми государствами. Россия лишилась возможности осуществлять территориальное расширение и, по разным данным, от 20 до 25 млн русских оказались за пределами страны и не могли вернуться на историческую родину, став жертвами дискриминации в некоторых республиках. В связи с этим некоторые страны стали расценивать Россию как угрозу своей национальной безопасности. Стивен Сэйдеман и Уильям Эйрс полагают, что в 1990-е годы Россия отказалась от ирредентистской политики, несмотря на наличие формальных поводов для её осуществления в виде присутствия этнических русских за границей. Президент России Борис Ельцин отказался от защиты интересов соотечественников за рубежом в угоду строгому соблюдению нерушимости границ стран Европы, опасаясь возникновения очередной горячей точки на территории бывшего СССР по югославскому сценарию: намерения Ельцина подтверждались заключением 31 мая 1997 года договора с Украиной о дружбе, сотрудничестве и партнёрстве.
Власть России сосредотачивалась на укреплении своих позиций, подавлении сепаратизма в Чечне и развитию российский экономики в условиях рынка, и работники кабинета Ельцина больше занимались экономическими вопросами, чем вопросами защиты соотечественников за рубежом. Несмотря на то, что на фоне серьёзных политических и экономических потрясений были популярны идеи националистического, реваншистского и ирредентистского характера (например, в Русском национальном единстве или Национал-большевистской партии), большая часть разделяющих эти идеи политиков не получила в народе поддержки и не прошла в Госдуму, исключая ЛДПР, получившую известность своей околонационалистической и ирредентистской риторикой, но не реализовавшую ни одно из своих предложений. Российские партии чаще говорили о внутренних угрозах для страны, чем о внешних.

## Современные проявления
Во время правления Владимира Путина ирредентистские вопросы первоначально также не поднимались, однако аннексия Крыма Российской Федерацией в 2014 году, по мнению ряда политологов, подтвердила, что идея русского ирредентизма не прекратила своего существования. В частности, «манифестом великорусского ирредентизма» называется речь Владимира Путина после подписания договора о вхождении Республики Крым в состав Российской Федерации. Путин назвал русских самым крупным «разделённым народом мира» и заявлял о необходимости защиты русских за границей.
На фоне аннексии Крыма Россией поднялась очередная волна русского национализма: различные группы и некоторые партии (в том числе ультраправого характера) требовали продолжения экспансии, настаивая на том, что в состав Российской Федерации должен войти ряд областей Украины. Однако всё ограничилось шагом в виде образования конфедерации Новороссии из двух непризнанных республик ДНР и ЛНР; отчасти причиной стали наложенные на Россию санкции. 1 января 2015 года проект Новороссии был «заморожен».
Исполняющий обязанности декана факультета международных отношений МГИМО, программный директор дискуссионного клуба «Валдай» Андрей Сушенцов в интервью в декабре 2021 года высказывал мнение, что Россия не планирует поддерживать ирредентизм при условии отсутствия провокаций: «Думаю, это было принципиальное решение руководства России на ранних этапах существования независимых постсоветских государств: уважать существующие государственные границы и сложившиеся суверенитеты». По мнению Сушенцова, русский национальный ирредентизм в постсоветских государствах являлся бы прямым путём к гражданской войне.
Начавшееся в феврале 2022 вторжение России в Украину показало необоснованность этого прогноза. Одним из мотивов действий России в ходе агрессии против Украины является ирредентизм, лозунги которого время от времени звучат в заявлениях и комментариях российских официальных лиц.

## Территории

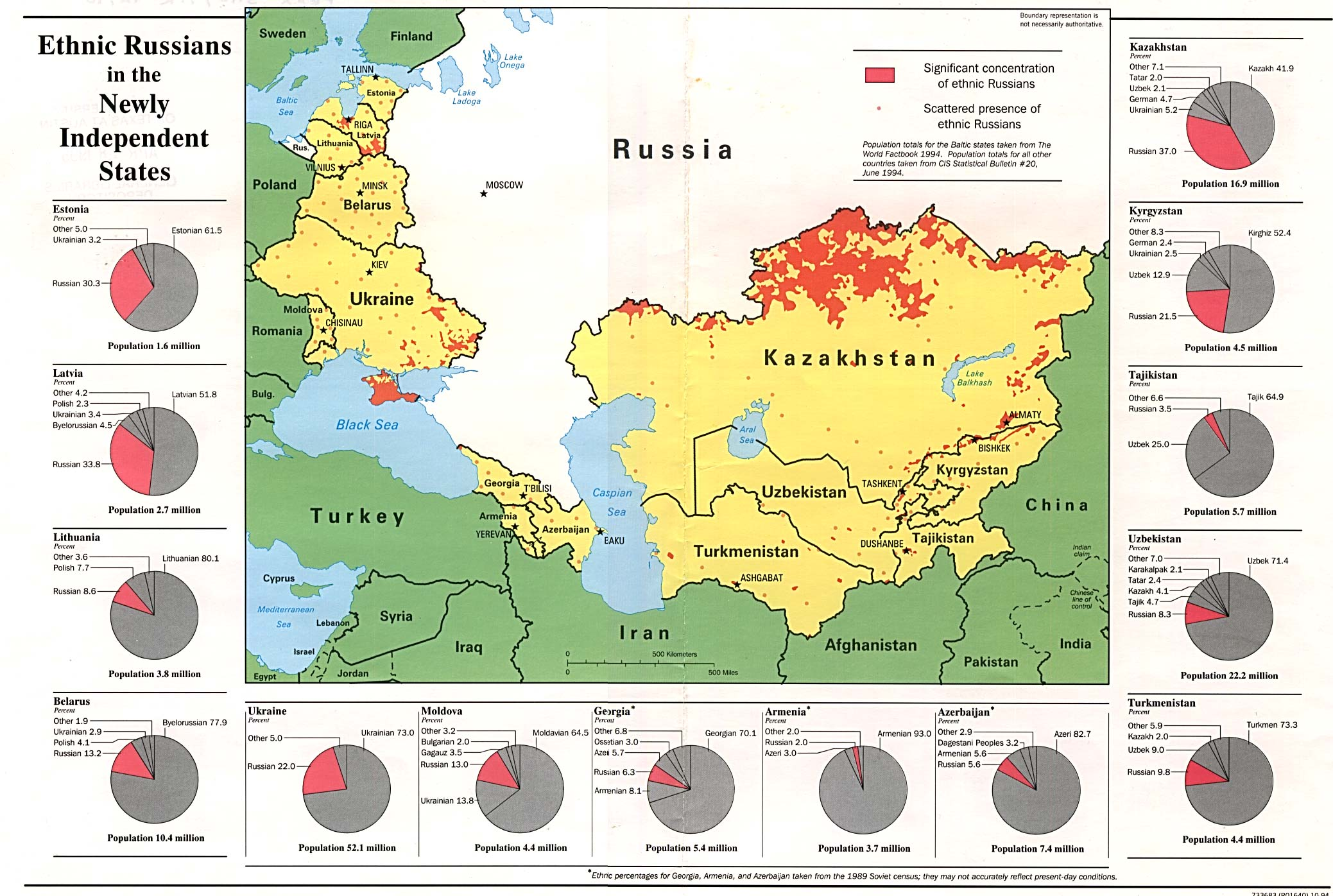
Расселение русских в странах бывшего СССР. Доли этносов согласно переписи 1989 года, численность населения стран на 1994 год

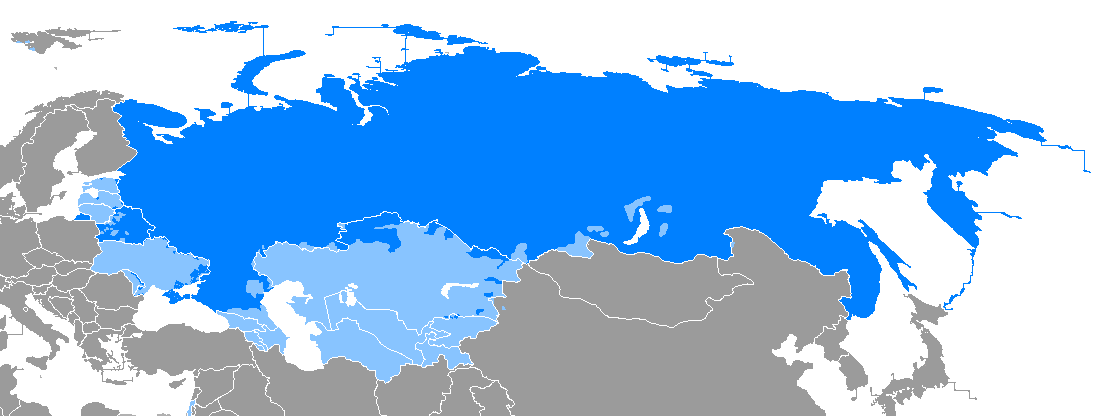
Распространение русского языка (тёмный — язык большинства, светлый — язык меньшинства)

По мнению Люка Хардинга из «The Guardian», основными территориями, о необходимости присоединения которых говорят сторонники русского ирредентизма, являются юго-восток Украины, Беларусь, Приднестровье, страны Балтии и Центральная Азия (преимущественно Северный Казахстан). Основными препятствиями этому являются различные политические и экономические факторы, начиная с разных экономических показателей и заканчивая политическим устройством (Эстония, Латвия и Литва являются членами Евросоюза и НАТО) и рисками возникновения конфликтов (так, о важности суверенитета Казахстана заявлял в 2014 году президент Нурсултан Назарбаев).